# Блюмел, Матей
Матей Блюмел (чеш. Matěj Blümel; 31 мая 2000, Табор, Чехия) — чешский хоккеист, нападающий. Игрок клуба НХЛ «Даллас Старз».

## Карьера

### Клубная
Матей Блюмел провёл почти всю свою карьеру в клубе «Пардубице». Начинал играть в юниорской команде еще в 2014 году. С 2017 по 2019 год играл в хоккейной лиге США за «Ватерлоо Блэк Хокс». В 2019 году вернулся в «Пардубице». 4 ноября 2019 года дебютировал в Экстралиге в гостевом матче против «Злина», его команда проиграла 3:4, а сам Блюмел забил гол в своём первом же матче.

### Сборная
Играл за юниорские сборные Чехии различных возрастных категорий (78 матчей, 24 гола, 24 передачи). В 2017 году стал серебряным призёром Мемориала Ивана Глинки в составе сборной Чехии для игроков не старше 17 лет. В составе взрослой сборной Чехии принимал участие в чемпионате мира 2021 года, где чешская команда выбыла в 1/4 финала. Провёл на турнире 5 матчей, забросил 1 шайбу. В рамках Еврохоккейтура сыграл 3 матча, набрал 2 очка (2+0). Всего за сборную Чехии провёл 16 матчей, набрал 9 очков (5+4).

## Статистика

### Клубная карьера
| Сезон     | Команда            | Турнир | Регулярный чемпионат | Регулярный чемпионат | Регулярный чемпионат | Регулярный чемпионат | Регулярный чемпионат | Плей-офф | Плей-офф | Плей-офф | Плей-офф | Плей-офф |
| Сезон     | Команда            | Турнир | И                    | Г                    | П                    | О                    | Ш                    | И        | Г        | П        | О        | Ш        |
| --------- | ------------------ | ------ | -------------------- | -------------------- | -------------------- | -------------------- | -------------------- | -------- | -------- | -------- | -------- | -------- |
| 2017/2018 | Ватерлоо Блэк Хокс | 0USHL  | 050                  | 08                   | 010                  | 018                  | 010                  | 02       | 0        | 0        | 0        | 0        |
| 2018/2019 | Ватерлоо Блэк Хокс | 0USHL  | 058                  | 030                  | 030                  | 060                  | 022                  | 04       | 03       | 01       | 04       | 02       |
| 2019/2020 | Динамо Пардубице   | 0ЧЭЛ   | 031                  | 04                   | 01                   | 05                   | 018                  | 0—       | 0—       | 0—       | 0—       | 0—       |
| 2020/2021 | Пардубице          | 0ЧЭЛ   | 049                  | 017                  | 015                  | 032                  | 06                   | 08       | 02       | 02       | 04       | 0        |

### Международная
| Турнир      | Место проведения | И | Г | П | О | Ш | Место |
| ----------- | ---------------- | - | - | - | - | - | ----- |
| ЧМ 2021     | (Рига)           | 5 | 1 | 0 | 1 | 0 | 7     |
| Всего на ЧМ |                  | 5 | 1 | 0 | 1 | 0 |       |

## Семья
Отец Петр Блюмел — хоккейный судья, работавший в качестве лайнсмена на трёх Олимпиадах и семи чемпионатах мира.